# George Baillie-Hamilton (12e comte de Haddington)
George Baillie-Hamilton (18 septembre 1894 - 17 avril 1986),  est un pair écossais de 1917  à 1986, titré 12e comte de Haddington.

## Biographie
Haddington est le fils du brigadier-général George Baillie-Hamilton, Lord Binning et de Katherine Salting (décédé en 1952).
Il fait ses études au Collège d'Eton puis à Sandhurst. Il fait partie du personnel du gouverneur général du Canada et reçoit la Croix militaire pendant la Première Guerre mondiale. Il succède à son grand-père dans le comté en 1917. Pendant la Seconde Guerre mondiale, il est commandant d'escadre dans la RAFVR. Il est Lord-lieutenant du Berwickshire de 1952 à 1969. En 1957, il devient le premier président du Georgian Group of Edinburgh, plus tard de l'Architectural Heritage Society of Scotland. Il vit à Tyninghame House dans l'East Lothian, où lui et sa femme créent et replantent plusieurs jardins à la française.
Sa fille, Mary, est l'une des demoiselles d'honneur de la reine Élisabeth II lors du couronnement en 1953.

## Carrière militaire et politique
Il combat pendant la Première Guerre mondiale, en tant que capitaine au service du 2nd Dragoons (Royal Scots Greys), où il est blessé. Il obtient ensuite le grade de Wing Commander dans la Royal Air Force Volunteer Reserve ; et major dans la 19e Lothians et Border Horse Armored Car Company Territorial Army, ainsi que capitaine de la Royal Company of Archers.
Le comte est un pair représentatif d'Écosse entre 1922 et 1958. Il est lieutenant-adjoint (DL) d'East Lothian de 1929 à 1946, vice-Lord-lieutenant d'East Lothian de 1946 à 1952 et lord-lieutenant d'East Lothian de 1952 à 1970. Il est également juge de paix (JP) dans l'East Lothian et le Berwickshire. Il est investi en tant que Chevalier Compagnon de l'Ordre du Chardon le 6 décembre 1951. Il reçoit le titre honorifique de docteur en droit (LL. D.) par l'Université de Glasgow en 1957.

## Mariage et famille
Il épouse Sarah Cook, fille de George William Cook, le 10 septembre 1923.
Ils ont deux enfants :
- Mary Baillie-Hamilton, (13 janvier 1934 - 18 septembre 2022)[4]
- John Baillie-Hamilton (13e comte de Haddington) (21 décembre 1941 - 5 juillet 2016).

Le 12e comte est décédé en 1986.